# Лоле Монтоя
Долорес Монтоя Родригес, по-известна като Лоле Монтоя (на испански: Lole Montoya), е испанска певица, танцьорка и композиторка от цигански произход. В продължение на повече от 20 години изпълнява романтичния дует „Лоле и Мануел“ заедно със своя любим, китариста и певец Мануел Молина Хименес. През 2022 г. тя е наградена със златен медал за заслуги в изящните изкуства, присъден от Министерство на културата на Испания.

## Биография
Родена е на 26 април 1954 г. в град Севиля, Испания, в циганско семейство в квартал „Триана“. Баща ѝ Хуан Монтоя е танцьор, а майка ѝ Антония Родригес (с псевдонима La Negra) е певица и танцьорка по професия.
Въпреки че умее да пее, тя също решава от много ранна възраст да учи фламенко танци, като взима участие във фламенко таблаос Las Brujas в Мадрид и Los Gallos в Севиля, където споделя сцената с Перла де Кадис и Камарон де ла Исла.
През 1972 г. създава дуото „Лоле и Мануел“ със своя любим Мануел Молина Хименес. Двамата правят множество записи в продължение на повече от две десетилетия, включително Lole y Manuel, Nuevo Día, Pasaje del Agua, Romero Verde, Alba con Joy и Casta.
Както в своите текстове, така и в публичните си изявления дуото защитава циганската култура, заедно с Раймундо Амадор (от Pata Negra), Алваро Джеро (от Dulce Venganza) и Маноло Маринели (от Alameda).
През 1978 г. ражда единствената си дъщеря – Алба Молина, която също става певица.
През 1989 г. вече изпълнява соло и е придружена от оркестъра на El Hilal, като изнася рецитал в град Рабат по изричната покана на краля на Мароко – Хасан II. Солото на Лоле е записано като Liberado, Ni el oro ni la plata и Metáfora, като заглавието на една от песните е включено в това произведение, чийто автор е Алехандро Санс.